# La Batllia d'Avall
La Batllia d'Avall és un veïnat de la comuna vallespirenca d'Arles, a la Catalunya del Nord.
És a la dreta del Tec, a llevant del Barri d'Avall de la vila d'Arles, barri que representa el nord del nucli urbà.